# Condado de DeSoto (Mississippi)
O Condado de DeSoto (em inglês:  DeSoto County) é um dos 82 condados do estado norte-americano do Mississippi. A sede do condado é Hernando, e a sua maior cidade é Southaven. Foi fundado em 9 de fevereiro de 1836 e recebeu o seu nome em homenagem a Hernando de Soto (c.1496/1497–1542), explorador e navegador espanhol, o primeiro europeu a penetrar profundamente no território que hoje é dos Estados Unidos, e o primeiro a atravessar o rio Mississippi.
O condado possui uma área de 1 287 km², dos quais 1 233 km² estão cobertos por terra e 54 km² por água, uma população de 161 252 habitantes, e uma densidade populacional de 130,8 hab/km² (segundo o censo nacional de 2010). É o terceiro condado mais populoso do Mississippi.